# Fraignot-et-Vesvrotte
Fraignot-et-Vesvrotte ist eine französische Gemeinde mit 72 Einwohnern (Stand 1. Januar 2022) im Département Côte-d’Or in der Region Bourgogne-Franche-Comté (vor 2016 Bourgogne). Sie gehört zum Arrondissement Dijon und zum Kanton Is-sur-Tille.

## Geographie
Fraignot-et-Vesvrotte liegt etwa 38 Kilometer nordnordwestlich von Dijon. Der Fluss Tille begrenzt die Gemeinde im Nordosten. Die Gemeinde wird umgeben von Beneuvre im Norden, Bussières im Osten, Avot im Südosten, Barjon im Süden, Salives im Westen und Südwesten sowie Minot im Nordwesten.

## Bevölkerungsentwicklung
| Jahr                       | 1962 | 1968 | 1975 | 1982 | 1990 | 1999 | 2006 | 2013 | 2019 |
| Einwohner                  | 80   | 92   | 69   | 73   | 76   | 78   | 70   | 60   | 65   |
| Quellen: Cassini und INSEE |      |      |      |      |      |      |      |      |      |

## Sehenswürdigkeiten

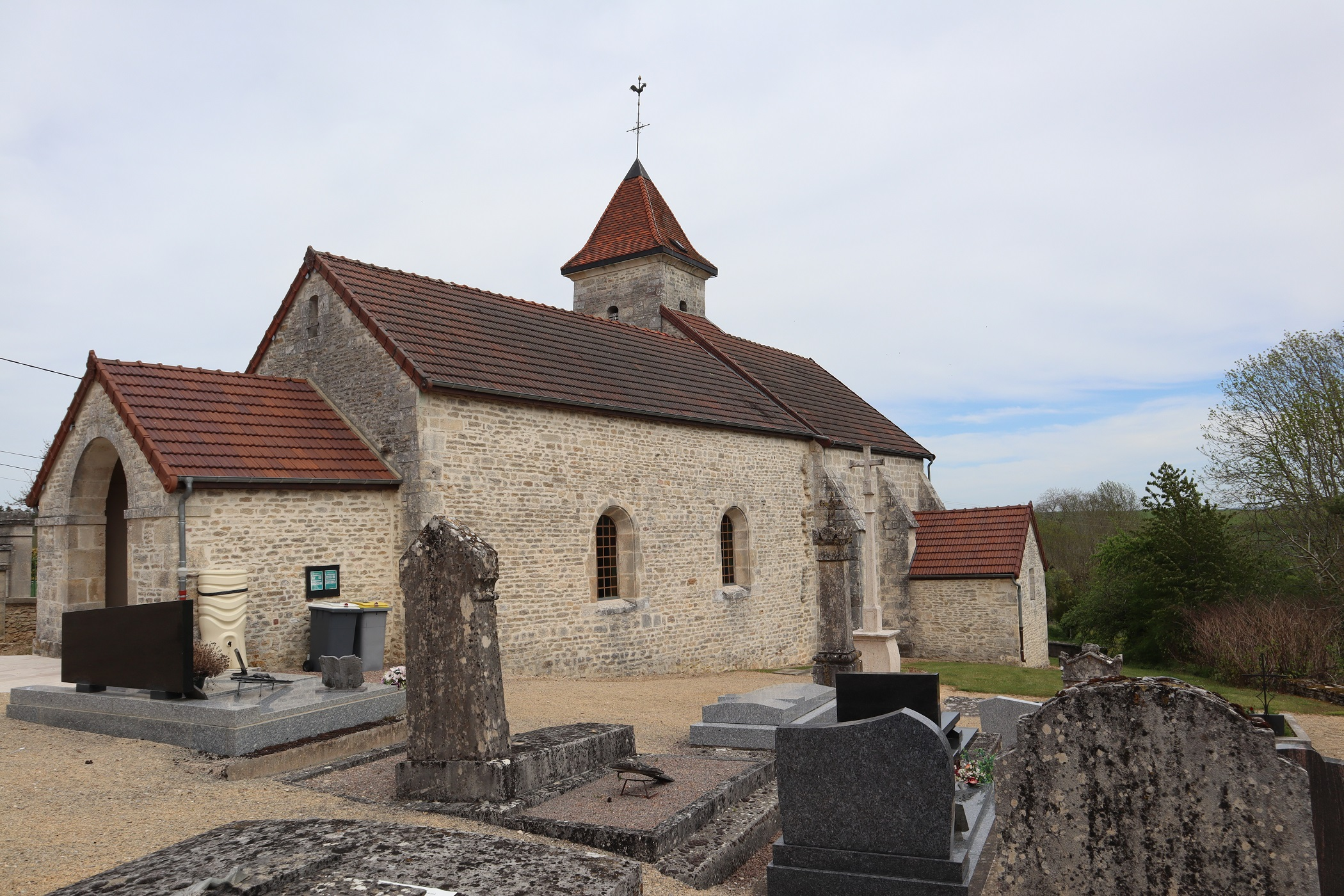
Kirche Saint-Martin-et-Saint-Pierre

- Kirche St-Martin-St-Pierre